# Shmuel Yosef Agnon
Shmuel Yosef Agnon (in ebraico: שמואל יוסף עגנון; nato Shmuel Yosef Czaczkes) (Bučač, 17 luglio 1888 – Reḫovot, 17 febbraio 1970) è stato uno scrittore e poeta israeliano autore di romanzi e novelle.
Ricevette il Premio Nobel per la letteratura nel 1966, insieme alla poetessa Nelly Sachs.

## Biografia
Shmuel Yosef Agnon nacque in Galizia, allora parte dell'Impero asburgico.
Figlio di un commerciante di pellicce, fin da ragazzo studiò la Bibbia, il Talmud e la letteratura tedesca, componendo i suoi primi versi poetici intorno agli otto anni. Il suo esordio a stampa risale al 1904, quando pubblicò la poesia Ghibor katan ("Piccolo eroe"). Negli anni immediatamente successivi, si dedicò a un'intensa attività giornalistica in lingua yiddish.
Nel 1907 si trasferì a Leopoli, dove lavorò per il giornale ha-eth. L'anno seguente si spostò nella Palestina ottomana, dove riscosse un grande successo con la novella Agunot ("Le derelitte"). Nel 1912 ebbe modo di esordire anche come romanziere con il testo Wehajà he'akov lemishor ("E il torto diventerà diritto"), nel quale si soffermò sulla descrizione della sua regione d'infanzia.
Durante la prima guerra mondiale soggiornò ad Homburg, dove si dedicò, assieme a Martin Buber, alla raccolta di materiale sul chassidismo. Dopo una permanenza in Polonia, rientrò in Palestina per pubblicare nel 1925 Hachnasath Kallà che ottenne vari premi.
Durante la parentesi europea, durata circa dieci anni, si sposò con Esther Marx (nel 1920), da cui ebbe due figli; poi nel 1924 tornò definitivamente in Palestina. 
Le tematiche principali delle sue opere, riguardarono infatti soprattutto la vita dei primi coloni e i ricordi delle terre polacche, come si evince da uno dei suoi capolavori, intitolato Temol shilshom ("Appena ieri", 1947).
Le sue opere furono immerse in due atmosfere predominanti, come il misticismo e lo humour, che impregnarono le sue tematiche fondamentali: il rimpianto per una epoca d'oro spirituale da contrapporsi ad un presente arido e desolante; la solitudine e l'allontanamento dalla fiammella spirituale e materiale ed infine il sogno.
Fu un convinto assertore dell'alimentazione vegetariana.

## Opere in traduzione italiana
- Racconti di Gerusalemme, trad. di Elena Monselise Ottolenghi, Mondadori, Milano 1964; UTET, Torino 1972 ISBN 88-02-01972-X (a cura di Paolo De Benedetti, con le poesie di Nelly Sachs); Oscar Mondadori, 1979 (con intr. di Giorgio Voghera)
- Racconti d'Israele (con altri), a cura di Joel Blocker, intr. di Robert Alter, trad. di Landa Corte, Dall'Oglio, Milano 1964
- E il torto diventerà diritto, pref. di Guido Lopez, trad. di Dante Lattes, Bompiani, Milano 1966 ISBN 88-452-4980-8
- Le storie del Ba'al Shem Tov, pref. di Scialom Bahbout, trad. di Tullio Melauri, Giuntina, Firenze 1994 ISBN 88-8057-002-1
- La signora e il venditore ambulante, trad. di Gaio Sciloni, Stampa alternativa, Viterbo 1994 ISBN 88-7226-192-9
- Racconti di Kippur, postf. trad. e note di Emanuela Trevisan Semi, Giuntina, Firenze 1995 ISBN 88-8057-008-0
- Una storia comune, trad. di Anna Linda Callow e Claudia Rosenzweig, Adelphi, Milano 2002 ISBN 88-459-1633-2
- Nel fiore degli anni, trad. di Ariel Rathaus, Adelphi, Milano 2008 ISBN 978-88-459-2267-1
- La leggenda dello scriba e altri racconti, trad. di Anna Linda Callow e Claudia Rosenzweig, Adelphi, Milano 2009 ISBN 978-88-459-2409-5
- Appena ieri, pref. di Abraham Yehoshua, trad. di Elena Loewenthal, Einaudi, Torino 2010 ISBN 978-88-06-20381-8
- Nel cuore dei mari, a cura di Ariel Rathaus, Adelphi, Milano 2013